# Sean's Bar
Sean's Bar er en pub i Athlone, Irland, Den er berømt for at skulle være blevet etableret i år 900 og påstår at være den ældste eksisterende bar i både Irland og Europa. Andre arkitektoniske og arkæologiske optegnelser, inklusive Record of Monuments and Places og National Inventory of Architectural Heritage, daterer bygningen til 1600 eller 1600-tallet.
Den er angivet i Guinness Rekordbog som den ældste pub i Irland.

## Historie
Arkæologisk forskning fra National Museum of Ireland indikerer at der kan have ligget en pub på stedet i mindst et årtusinde, og at bygningen muligvis er ældre. Kulstof 14-datering af materiale som mudder, træ og lerklining, samt tilstedeværelsen af pubpoletter (af uvis alder), der nu er udstillet på National Museum of Ireland, har yderligere underbygget "legenden" om pubbens alder. Under renovering i 1970'erne blev det opdaget at bagvæggen var delvist opført i lerklining og pileflet.
Andre historiske undersøgelser indikerer at de ældste dele af bygningen blev opført i 1600-tallet, hvor nogle ældre materialer muligvis er blevet genbrugt fra andre steder. Denne forskning, inklusive forskning udført af John Bradley på vegne af Office of Public Works og udgivet i Record of Monuments and Places og af National Inventory of Architectural Heritage, hvilket indikerer at bygningen kan dateres til omkring 1725, men "muligvis indeholder dele fra tidligere bygninger".
I 2004 blev Sean's Bar optaget i Guinness Rekordbog som den "ældste pib i Irland". Indehaverne påstår at have en liste over "næsten alle tidligere ejere" der går flere hundrede år tilbage, potentielt til Luans tid, som byen Athlone er opkaldt efter.
I februar 2021 vandt ejerne af Sean's Bar, sammen med indehavere af andre irske barer, en retssag relateret til forsikringsudbetalingerne i forbindelse med coronaviruspandemien i Irland.